# HD Suisse
HD Suisse è stato un canale televisivo svizzero (trasmesso in tecnologia 720p/50 e in codifica H.264) della SRG SSR, il primo in alta definizione in Svizzera e l'ottavo del servizio pubblico; ha cessato le trasmissioni il 31 gennaio 2012.

## Il canale
Il canale è stato attivato il 3 dicembre 2007. È diffuso tramite satellite in digitale e criptato (accessibile tramite SatAccess), è disponibile anche in digitale via cavo.
Il canale è gestito in comune dalle quattro unità aziendali di SRG SSR (Radiotelevisione svizzera di lingua italiana, Radiotelevisiun Svizra Rumantscha, Radio Télévision Suisse e Schweizer Radio und Fernsehen), ed è diffusa con le tracce audio nelle 4 lingue quando possibile, e con la traccia dell'audio originale o del rumore ambientale per gli avvenimenti sportivi e per l'Eurovision Song Contest.
Responsabile del canale è Corinna Scholz.
Ha chiuso il 31 gennaio 2012, sostituito dalle versioni HD dei canali principali di SRF, RTS, RSI.

## Programmazione
La programmazione è composta principalmente da documentari, film ed eventi sportivi. Dal 2009 trasmette anche serie di recente produzione (fuori dalle produzioni SRG SSR). Ad ogni unità aziendale SRG SSR è dedicato un giorno di programmazione.

### Palinsesto
È prevista un palinsesto settimanale di massima, che può variare in caso di particolari avvenimenti (sportivi, culturali, eccetera...):
- Lunedì

Documentari internazionali per tutta la famiglia
- Martedì

Produzioni della Svizzera romanda (a cura di Radio Télévision Suisse)
- Mercoledì

Produzioni della Svizzera italiana (a cura di Radiotelevisione svizzera di lingua italiana)
- Giovedì

Produzione della Svizzera tedesca e romancia (a cura di Schweizer Radio und Fernsehen e Radiotelevisiun Svizra Rumantscha)
- Venerdì

Musica / Opera
- Sabato
  - Giorno: serie di documentari sulla natura
  - Sera: film
- Domenica
  - Giorno: riemissione dei programmi delle 4 televisioni pubbliche
  - Sera: film